# 布列訥的阿爾方斯
布列訥的阿爾方斯（法語：Alphonse de Brienne，約1228年—1270年9月14日），拉丁帝國皇帝布列訥的約翰之子，出生於阿卡。

## 家庭
1249年左右，阿爾方斯與厄鎮女伯爵呂西尼昂的瑪麗結婚，兩人共有1子1女：
1. 若望二世（—1294年）
2. 布朗歇（—1338年前）